# Otto Bubeníček
Otto Bubeníček (* 7. října 1974 Lubin) je český tanečník, hudební skladatel a scénograf. Jeho jednovaječným dvojčetem je tanečník Jiří Bubeníček.

## Život
Narodil se v roce 1974 do cirkusové rodiny v polském Lubinu, kde vystupoval jejich cirkus. Během tréninku na cirkusovém učilišti si obou bratrů všimla profesorka z konzervatoře a nasměřovala je k baletu. V roce 1993 dostudoval Taneční konzervatoř v Praze, poté odešel do Hamburské státní opery, kde se o dva roky později stal sólistou. Roku 1997 se stal 1. sólistou. Též skládá hudbu, věnuje se scénografii a navrhuje kostýmy. V červenci 2015 ukončil taneční kariéru.

## Ocenění
- Prix de Lausanne (1992)
- cena Gratias Agit za šíření dobrého jména České republiky ve světě (2016)[6]